# امیناتو ابراهیم
امیناتو ابراهیم (انگلیسی: Aminatu Ibrahim؛ زادهٔ ۳ ژانویهٔ ۱۹۷۹) بازیکن فوتبال اهل غنا است.
وی همچنین در تیم ملی فوتبال زنان غنا بازی کرده‌است.